# Sapne Sajan Ke
 (novembre 2011).
Si vous disposez d'ouvrages ou d'articles de référence ou si vous connaissez des sites web de qualité traitant du thème abordé ici, merci de compléter l'article en donnant les références utiles à sa vérifiabilité et en les liant à la section « Notes et références ».
Sapne Sajan Ke est un film indien réalisé par Lawrence D'Souza. le film est sorti en 1992. Le film met en vedette Karishma Kapoor, Rahul Roy et Jackie Shroff.

## Synopsis
Shalini veut que sa fille, Jyoti, épouse le fils de l'homme le plus riche, Gulu. Mais Jyoti n'est pas attiré par Gulu.

## Distribution
- Rahul Roy : Deepak
- Karishma Kapoor : Jyoti
- Jackie Shroff